# Čučma
Čučma é um município da Eslováquia, situado no distrito de Rožňava, na região de Košice. Tem 11,7 km² de área e sua população em 2018 foi estimada em 609 habitantes.

## Demografia
| Ano:        | 1994 | 2004    | 2014    | 2024    |
| ----------- | ---- | ------- | ------- | ------- |
| Broj ljudi: | 508  | 586     | 657     | 588     |
| Razlika:    |      | +15,35% | +12,11% | -10,50% |

| Ano:               | 2023 | 2024   |
| ------------------ | ---- | ------ |
| Número de pessoas: | 585  | 588    |
| Diferença:         |      | +0,51% |